# Creolina
Creolina è un marchio registrato dalla Guglielmo Pearson S.r.l. di Genova, e corrisponde ad un prodotto disinfettante, miscela di composti chimici, i cui nomi, ditta e prodotto, si ispirano al disinfettante elaborato dalla William Pearson LTD inglese.
In Italia, la ditta è proprietaria del marchio Creolina, ed è unica produttrice del disinfettante, registrato presso il Ministero della Salute con il numero 148/10. Internazionalmente  Creolin corrisponde anche al nome commerciale di altri prodotti disinfettanti, altrimenti prodotti, ad esempio da Mark Cansick Co. oltre alla stessa  William Pearson Chemicals.

## Storia
Il nome creolina corrispondeva al primo disinfettante complesso ad essere scoperto dal chimico inglese, William Pearson, alla fine del XIX secolo. Dal 1888 ad oggi la creolina ha vissuto vari cambiamenti. La composizione originale, cambiata nel prodotto attuale, era olio di catrame, saponi, soda caustica e pochissima acqua, è stato un disinfettante usato e copiato, tanto da diventare un nome comune per indicare un prodotto a base di olii di catrame dall'odore caratteristico di fenolo, in quanto ricchi di composti fenolici e polifenolici. Esistono studi dell'epoca volti a valutare il suo grado tossico a fronte di diversi episodi di intossicazione, a volte volontaria. La creolina Pearson, dall'analisi del 1913, risultava contenere il 20 per cento di cresoli.
I suoi usi divennero molteplici, dal campo medico - tipico era il suo impiego come disinfettante per ambienti ospedalieri, cui dava il caratteristico odore - a quello zootecnico, civile e veterinario. Inoltre, l'uso della creolina, in campo di opere di restauro motoristico, viene usata per riportare allo stato originale di fonderia le parti in alluminio macchiate da olio e dai vapori dello stesso.

## Composizione del prodotto italiano
La creolina contiene composti fenolici riconosciuti nocivi per la salute umana e per l'ambiente, e va utilizzato secondo le norme riportate nelle schede di sicurezza dei suoi costituenti principali.
La composizione attuale come riportata sul sito dal produttore è:
- 1% di 2-benzil-4-clorofenolo al 95%  (noto anche commercialmente come Neosabenyl: IUPAC Name: 2-benzyl-4-chloro-phenol, Numero CAS 120-32-1 di Formula bruta C13H11ClO) usato largamente per la sua azione disinfettante.
  - N Pericoloso per l'ambiente.
  - Xi Irritante.
  - R41 Rischio di gravi lesioni oculari.
  - R51/53 Tossico per gli organismi acquatici, può provocare a lungo termine effetti negativi per l'ambiente acquatico
- 1% di 2-idrossibifenile al 99% (noto anche commercialmente come o-xenolo, 2-fenilfenolo, o bifenil-2-olo, IUPAC Name: 2-phenylphenol, CAS Number  90-43-7 di Formula bruta C12H10O) usato largamente come fungicida di superficie.
  - R50 Altamente tossico per gli organismi acquatici
- eccipienti (non dichiarati)
- solvente (non dichiarato)
- idrossido di sodio
- acqua